# 河内市
河内市（かわちし）は、かつて大阪府にあった市。現在の東大阪市中部にあたる。

## 概要
1955年（昭和30年）1月15日に、中河内郡若江村、玉川町、盾津町、英田村、三野郷村が合併し、大阪府下で20番目に市制を施行して河内市が誕生した。
市役所は現在の東大阪市稲葉1丁目（現在の消防局庁舎）に置かれていた。
1955年（昭和30年）2月1日、旧・三野郷村地域のうち福万寺地区と上之島地区が当市から八尾市へ編入された。
1967年（昭和42年）2月1日に、布施市、枚岡市と合併して東大阪市となり、若江岩田駅近くにあった旧・河内市役所は東大阪市役所となったが、その後荒本駅付近に移転した。
旧市域はおおむね大阪中央環状線の東から恩智川付近にあたる。
市名は河内国に由来。盾津町のうち旧・東六郷村、英田村、三野郷村は加えて河内郡の旧郡域でもあるが、他は若江郡の旧郡域となる。大阪府の代名詞である摂河泉のうち最初に旧国名をそのまま名乗る市として誕生したが、12年という短命に終わった。つまり、1956年（昭和31年）9月1日に和泉市、1966年（昭和41年）11月1日に摂津市が誕生し、当市が消滅するまでのわずか3か月間ではあるが、摂河泉3市が揃っていた時期がある。
旧市役所の建物は、合併後も35年の長きに渡り東大阪市役所として使用され、手狭となっては増改築を繰り返し、2003年（平成15年）の荒本への新市役所移転時にその使命を全うした。現在でも警察（河内警察署）と郵便（河内郵便局）は旧市域を管轄している。

### 隣接していた自治体・行政区
大阪府
- 大阪市（城東区（現・鶴見区））
- 大東市
- 枚岡市
- 布施市
- 八尾市

## 歴代市長
- 初代：清水正三（在任：1955年2月21日 - 1959年1月19日）
- 2代：清水正三（在任：1959年2月13日 - 1960年2月29日）
- 3代：西尾九一（在任：1960年3月18日 - 1964年3月7日）
- 4代：清水正三（在任：1964年3月18日 - 1967年1月31日）

## 交通

### 鉄道
日本国有鉄道（国鉄）
- 片町線
  - 鴻池新田駅

近畿日本鉄道（近鉄）
- 奈良線
  - 若江岩田駅 - 河内花園駅 - ラグビー場前駅（臨時駅）
    - ラグビー場前駅は東大阪市として合併後に東花園駅となり常設化。
- けいはんな線は当時未開業。旧河内市域には吉田駅が所在する。荒本駅は旧布施市域に所在するが旧河内市との境目付近にある。

### バス
- 近畿日本鉄道（近鉄バス）
- 京阪自動車・阪急バス・国鉄バス - 左3社は吹田八尾線（国鉄の路線名は東大阪線）で乗り入れ。旧河内市域を通るのは鴻池付近のみ。